# Maja Lidia Kossakowska
Maja Lidia Kossakowska-Grzędowicz (Varsó, 1972. február 27. – Stare Załubice, 2022. május 23.) kétszeres Janusz A. Zajdel-díjas lengyel fantasy író. Végzettsége szerint régész és képzőművész. Összesen kilencszer jelölték a Janusz A. Zajdel-díjra, 2007-ben a Smok tańczy dla Chung Fonga című elbeszéléséért, majd 2011-ben Grillbar Galaktyka című regényével nyerte el.

## Élete

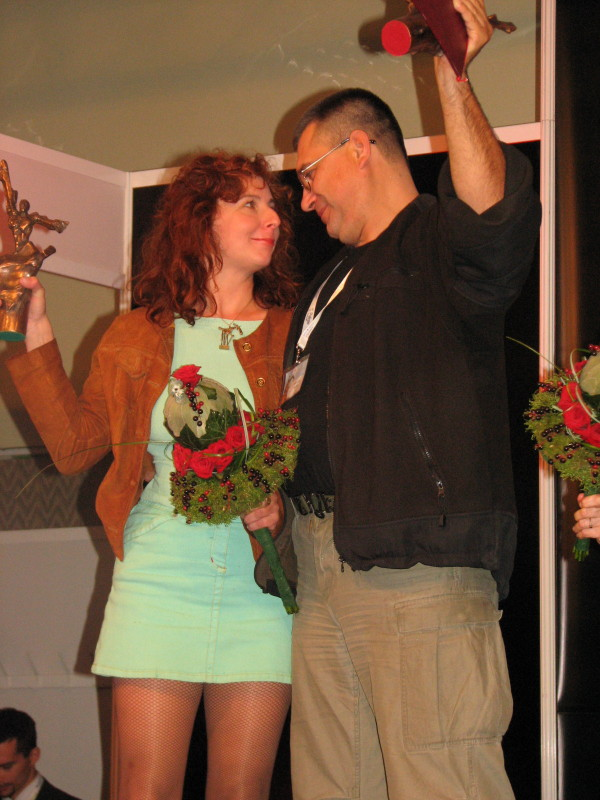
Maja Lidia Kossakowska és Jaroslaw Grzędowicz 2007-ben a Janusz A. Zajdel-díj átadóján

1972-ben született Varsóban, a középfokú tanulmányait művészeti iskolában végezte. A Varsói Egyetemen régészetet tanult, itt diplomát szerzett. Újságíróként is dolgozott, verseket is írt. Nagy hatással voltak rá: Jan Twardowski, Julian Tuwim és Wisława Szymborska. A prózában 1997-ben debütált, ekkor jelent meg az első elbeszélése a Mucha a Fenix lengyel sci-fi magazinban, melyet azután több kisepikai alkotás is követett. Első regénye 2004-ben a Siewca Wiatru (Magvető szél) volt.
A férje, Jarosław Grzędowicz, többszörösen díjnyertes fantasy író.
2022. május 22-ről 23-ra virradó éjszaka egy nyaralótűzben halt meg. 2022. június 20-án a varsói Powązki temetőben temették el.

## Művei

### Elbeszélések, novellák
- Mucha (1997)
- Sól na pastwiskach niebieskich (1999, 2003)
- Schizma (1999)
- Hekatomba (2000)
- Wieża zapałek (2000, 2003)
- Kosz na śmierci (2000, 2003)
- Beznogi tancerz (2000, 2003)
- Diorama (2001)
- Zwierciadło, mikropowieść (2002)
- Żarna niebios (2001, 2002, 2003)
- Światło w tunelu (2003)
- Zobaczyć czerwień (2003)
- Dopuszczalne straty (2003)
- Smuga krwi (2003)
- Serce wołu (2004)
- Więzy krwi (2004)
- Spokój Szarej Wody (2004)
- Smutek (2004)
- Szkarłatna Fala (2005)
- Smok tańczy dla Chung Fonga (2006)

### Könyvek
- Obrońcy Królestwa, novellagyűjtemény (2003)
- Siewca Wiatru, regény (2004)
- Zakon Krańca Świata, 1. kötet, regény (2005)
- Zakon Krańca Świata, 2. kötet, regény (2006)
- Więzy krwi, novellagyűjtemény (2007)
- Ruda sfora, regény (2007)
- Siewca Wiatru, regény, újrakiadás (2007)
- Żarna niebios, az Obrońcy Królestwa bővített kiadása (2008)
- Upiór południa (sorozat)
  - Czerń, regény (2009)
  - Pamięć Umarłych, regény (2009)
  - Burzowe Kocię, regény (2009)
  - Czas mgieł, regény (2009)
- Zbieracz Burz, 1. kötet, regény, a Siewcy Wiatru folytatása (2010)
- Zbieracz Burz, 2. kötet, regény (2010)
- Grillbar Galaktyka, regény (2011)
- Takeshi Cień Śmierci, 1. kötet, regény (2014)
- Takeshi. Taniec Tygrysa, 2. kötet, regény (2015)

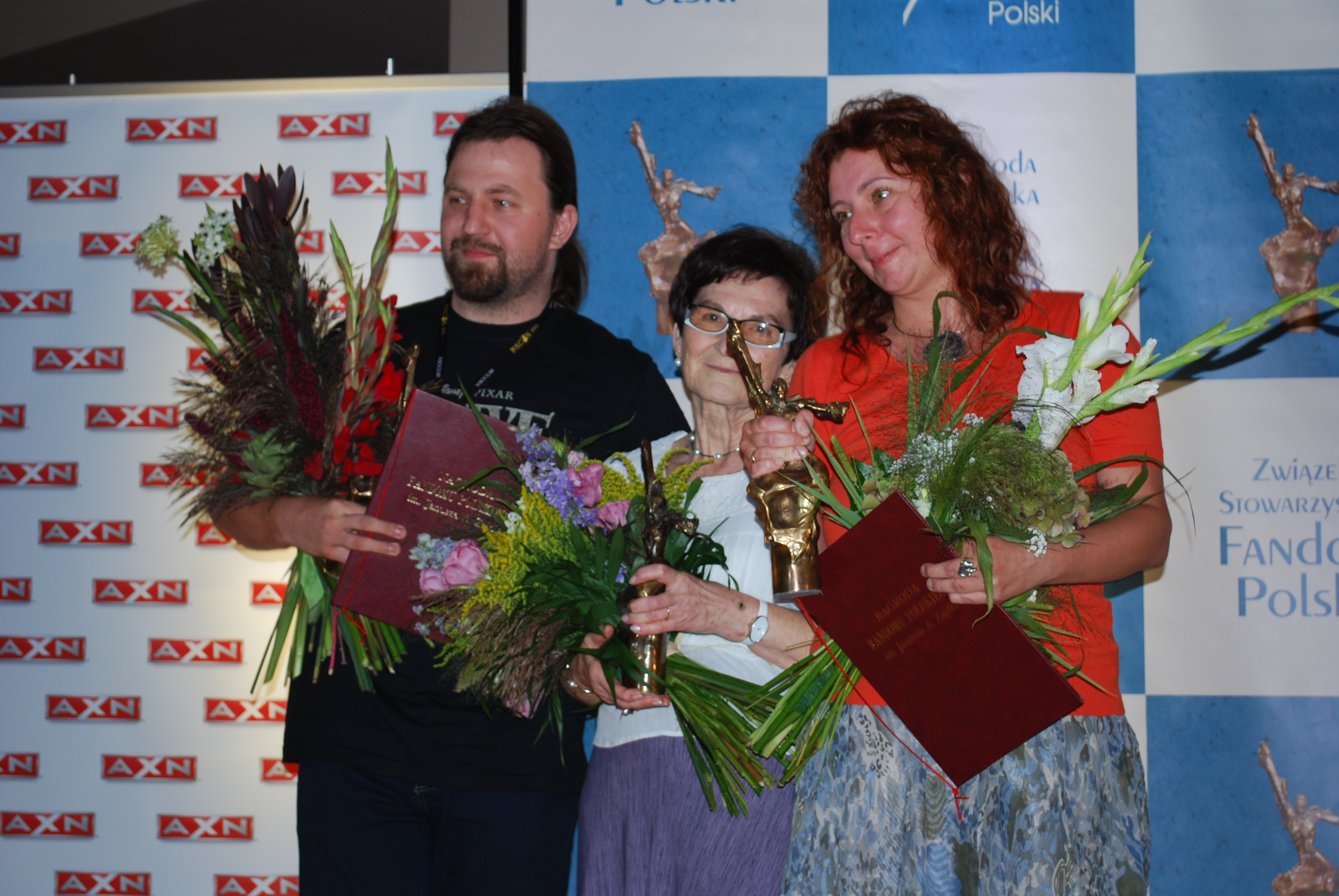
James Brad, Jadwiga Zajdel és Maja Lidia Kossakowska a 2012-es díjátadón

## Díjai
- Śląkfa – Az év felfedezettje (2006)
- Janusz A. Zajdel-díj[4]
  - 2006 – Smok tańczy dla Chung Fonga (novella)
  - 2011 – Grillbar Galaktyka (regény)

## Fordítás
- Ez a szócikk részben vagy egészben  a   Maja Lidia Kossakowska című lengyel Wikipédia-szócikk ezen változatának fordításán alapul.  Az eredeti cikk szerkesztőit annak laptörténete sorolja fel. Ez a jelzés csupán a megfogalmazás eredetét és a szerzői jogokat jelzi, nem szolgál a cikkben szereplő információk forrásmegjelöléseként.